# Меринс, Эммануил Липович
Эмануил Липович Меринс (род. 14 октября 1946, Рига) — тренер по шашкам, шашист (Латвия, Беларусь,  Германия). Международный мастер,     заслуженный тренер Белорусской ССР (1980), многократный чемпион и призёр чемпионатов Латвии и прибалтийских республик. Участник 10 финалов чемпионатов СCCP. Чемпион СССР в командном зачёте в 1967 году. Чемпион Германии 1993 года.
Заслуженный тренер Латвийской ССР (1989 г.)Гроссмейстер Латвии с 2023г.
Был старшим тренером объединённого шахматно-шашечного клуба ДСО «Даугава». Среди учеников: Людмила Сохненко, Гунтис Валнерис, ряд других известных шашистов.
Сейчас проживает в Германии, является руководителем федерации шашек Германии и организатором, ставшего уже традиционным, международного турнира Berlin Open.
В ФРГ — детский тренер по футболу, баскетболу, волейболу, шашкам. В данный момент заслуженный пенсионер.
В 2023 году , за победу в 5 чемпионатах Латвии по международным шашкам,  присвоено звание " Гроссмейстер Латвии".